# Omorgus
Omorgus är ett släkte av skalbaggar. Omorgus ingår i familjen knotbaggar.

## Bildgalleri

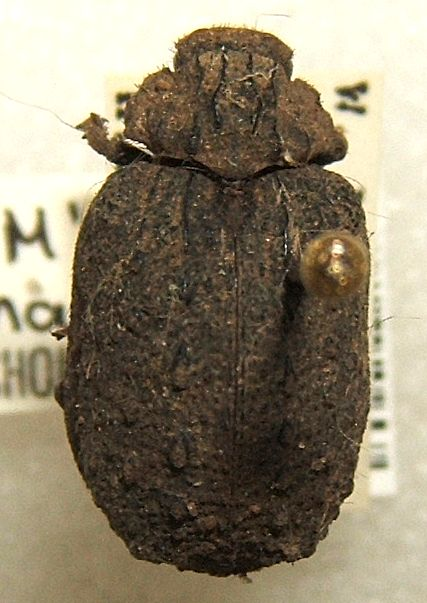
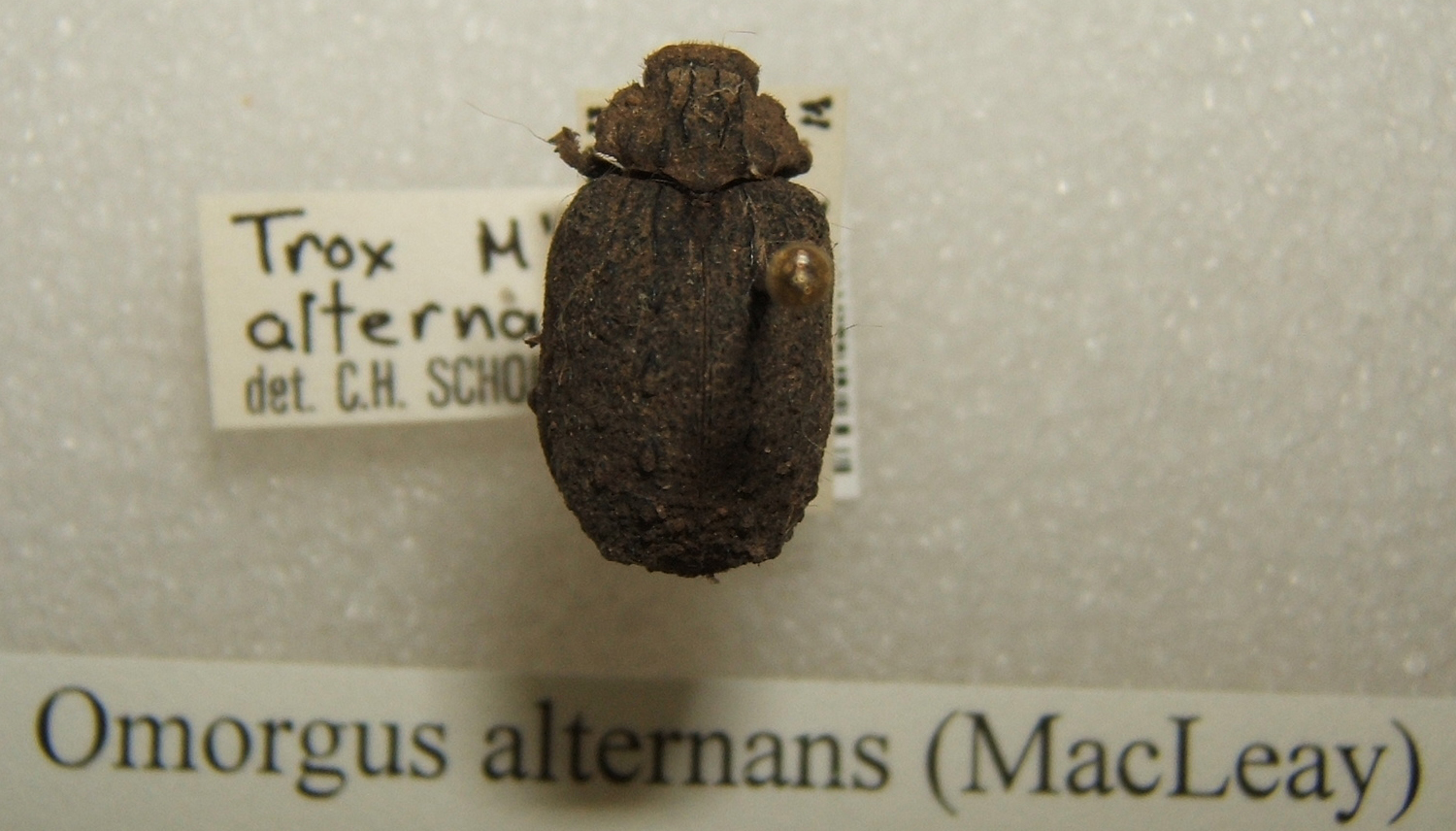
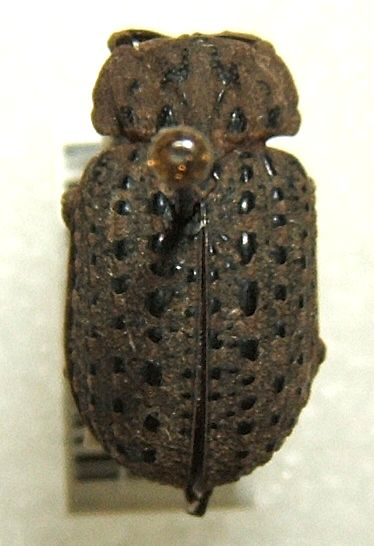
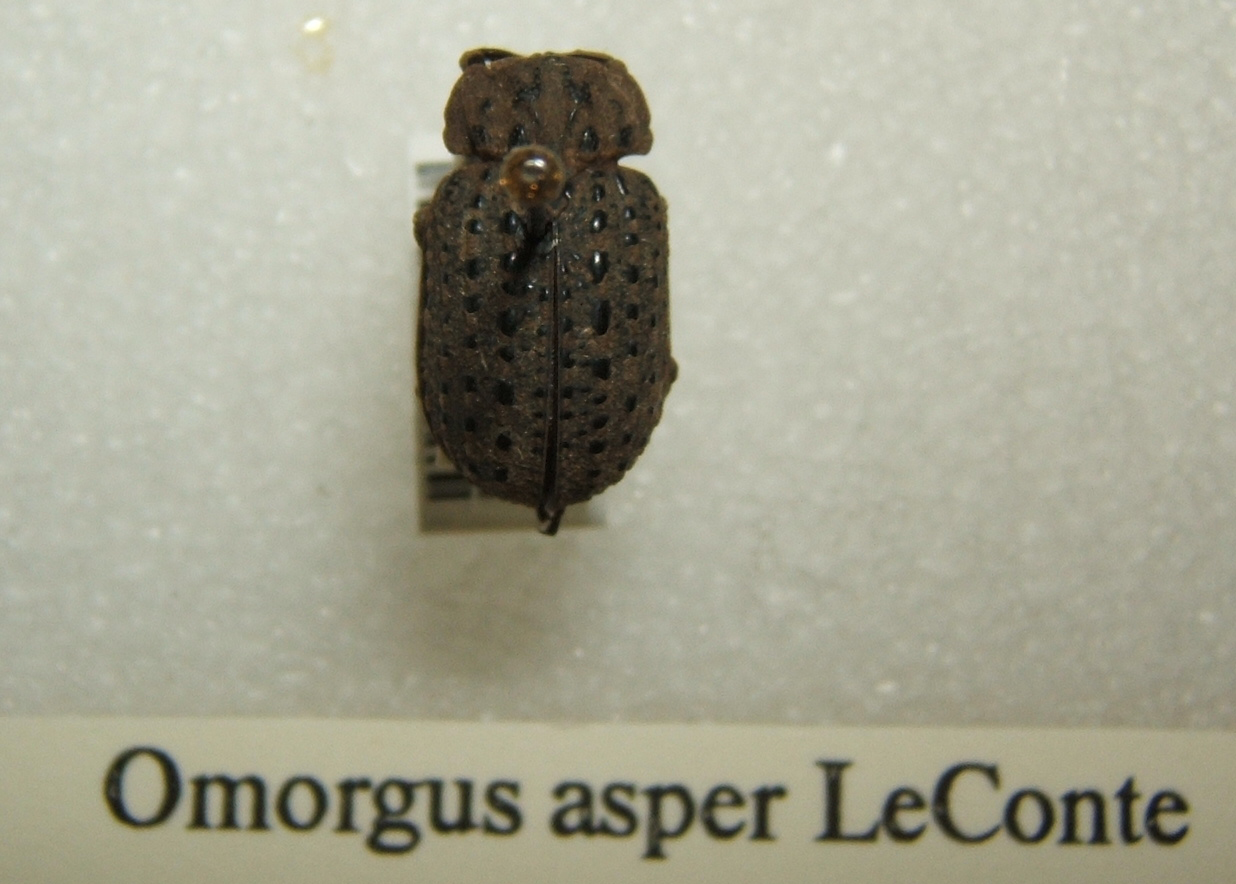
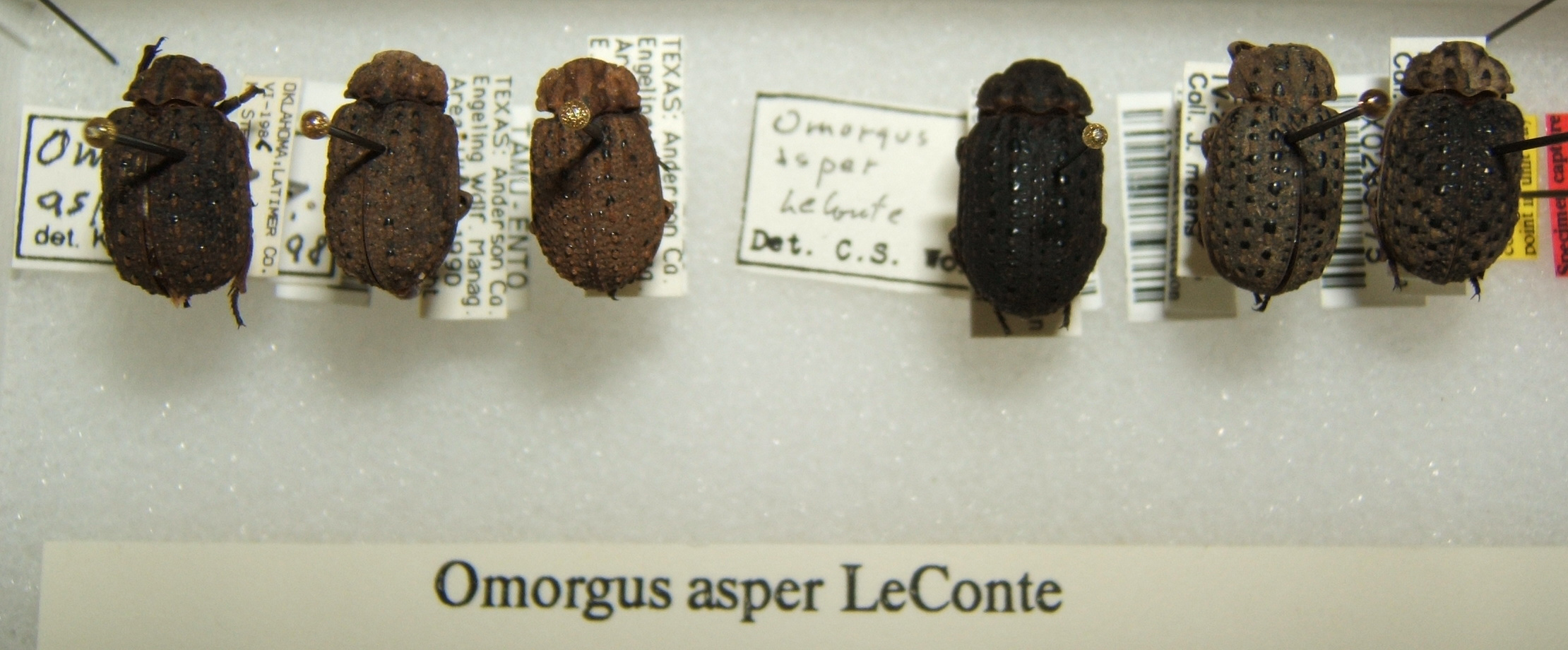
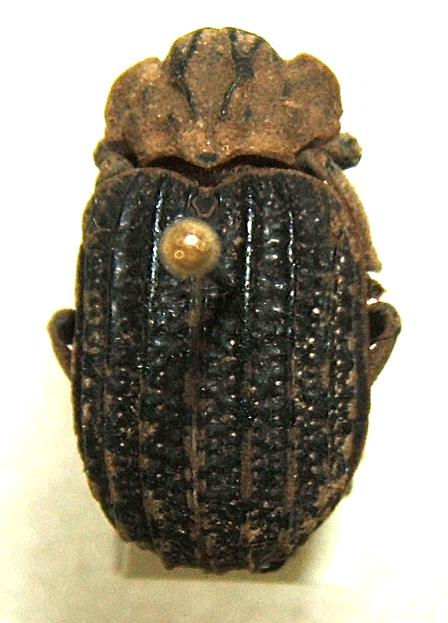

## Dottertaxa tillOmorgus, i alfabetisk ordning[1]
- Omorgus acinus
- Omorgus alternans
- Omorgus amitinus
- Omorgus asper
- Omorgus asperulatus
- Omorgus australasiae
- Omorgus baccatus
- Omorgus badeni
- Omorgus batesi
- Omorgus birmanicus
- Omorgus borgognoi
- Omorgus borrei
- Omorgus brucki
- Omorgus candezei
- Omorgus capillaceus
- Omorgus carinatus
- Omorgus consanguineus
- Omorgus costatus
- Omorgus crotchi
- Omorgus discedens
- Omorgus elevatus
- Omorgus endroedyi
- Omorgus expansus
- Omorgus eyrensis
- Omorgus foveolatus
- Omorgus freyi
- Omorgus fuliginosus
- Omorgus funestus
- Omorgus indigenus
- Omorgus inflatus
- Omorgus insignicollis
- Omorgus insignis
- Omorgus lobicollis
- Omorgus loxus
- Omorgus lucidus
- Omorgus lugubris
- Omorgus marshalli
- Omorgus mentitor
- Omorgus mictlensis
- Omorgus mollis
- Omorgus monachus
- Omorgus mutabilis
- Omorgus nanningensis
- Omorgus nocheles
- Omorgus nodicollis
- Omorgus nodosus
- Omorgus obesus
- Omorgus persuberosus
- Omorgus ponderosus
- Omorgus principalis
- Omorgus punctatus
- Omorgus radula
- Omorgus rodriguezae
- Omorgus rubricans
- Omorgus rusticus
- Omorgus scabrosus
- Omorgus scutellaris
- Omorgus senegalensis
- Omorgus spatulatus
- Omorgus subcarinatus
- Omorgus suberosus
- Omorgus tessellatus
- Omorgus texanus
- Omorgus tomentosus
- Omorgus tuberosus
- Omorgus tytus
- Omorgus umbonatus
- Omorgus unguicularis
- Omorgus varicosus
- Omorgus wittei
- Omorgus vladislavi